# Zhu Qianwei
Zhu Qianwei (n. 28 septembrie 1990, Shanghai, Republica Populară Chineză) este o înotătoare chineză, medaliată olimpică. A participat la 2 ediții ale Jocurilor Olimpice (2008, 2012) în care a câștigat o medalie de argint.